# Chuhai

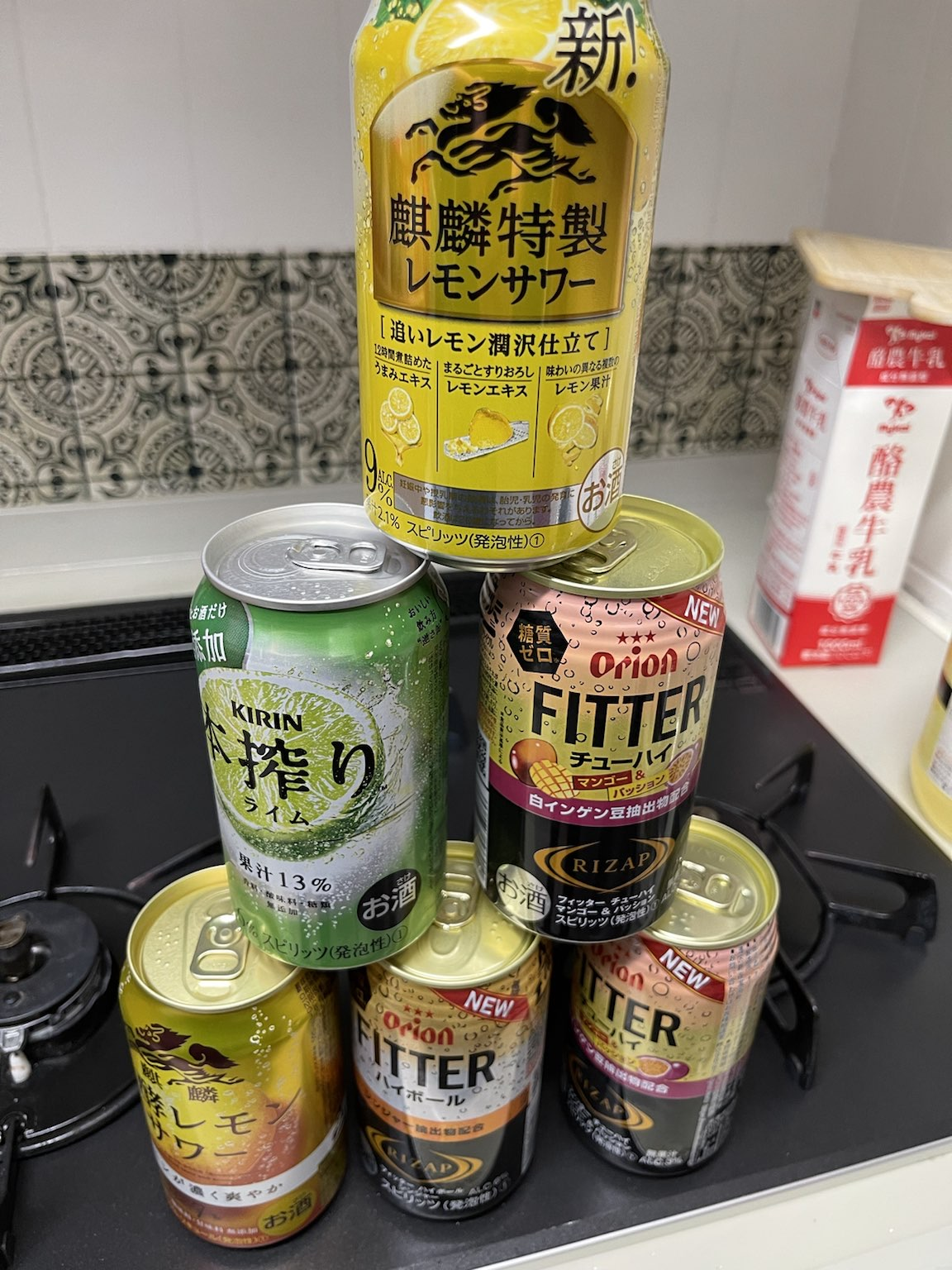
Chuhai

Chūhai (jap. 酎ハイ) ist ein in Japan populäres alkoholisches Mixgetränk aus einer Spirituose (meistens Shōchū), Fruchtsaft und Soda, das sowohl fertig in Dosen als auch in Bars als Longdrink (Shōchū Highball) verkauft wird. Das Wort Chūhai ist ein Kunstwort aus Chū (die letzte Silbe von Shōchū) und hai (von Highball).
Der Alkoholanteil der fertiggemixt erhältlichen Dosengetränke liegt bei etwa 5 – 12 Vol-%. Das Mischungsverhältnis von Spirituose zu Softdrink ist etwa 1:3. Er ähnelt einem Alkopop sowie Hard Seltzer, hat jedoch deutlich mehr Alkohol und teils keinen Zucker („Zero“).
In japanischen Kneipen bestellt man nicht Chūhai, sondern einen „Sour“ (サワー, sawā), um etwas Chūhai-ähnliches zu erhalten.

## Geschichte
Nach dem Zweiten Weltkrieg war in den zerbombten japanischen Städten der (schwarz gebrannte) Shōchū von derart schlechter Qualität, dass es sich in den Kneipen einbürgerte, ihn mit süßen Limonaden zu vermischen.
Als sich Japan wirtschaftlich erholt hatte, wurden importierte Spirituosen, vor allem Whisky, auch als Statussymbol populär. In Japan setzte sich als beliebteste Servierform der Highball, mit Sodawasser aufgespritzter Whisky, durch.
Aus diesen beiden Tendenzen, nämlich den starken Spirituosengeschmack des Shōchū mit Limonaden zu überdecken und ihn gleichzeitig kohlensäurehaltig zu machen, ergab sich der Shōchū Highball – kurz Chūhai.
Die Brauerei Asahi war 1983 der erste Hersteller, der einen fertig gemixten Chūhai auf den Markt brachte. Aber erst mit dem ersten Dosen-Chūhai, dem „Lemon Chūhai“ (Zitronen-Chūhai) des Herstellers Takara mit 7 % Alkohol begann der Aufstieg des Getränks. Er war praktisch der erste stärkere Drink, den man einfach mit auf den langen Pendlerweg nach Hause mitnehmen und im Zug trinken konnte, ohne gleich wie die Obdachlosen zu den sehr billig wirkenden Einweg-Glasbechern mit Reiswein greifen zu müssen.
Der Lemon-Chūhai von Takara schmeckt sehr herb, fast schon bitter und hatte (auch wegen der Pendler) jahrelang eher das Stigma eines billigen Fusels, um schnell betrunken zu werden (relativ hoher Alkoholgehalt im Vergleich zum Preis).

## Beliebtheit
Praktisch alle Gesellschaftsschichten trinken heutzutage Chūhai; in Supermärkten teilen sich Bier und Chūhai mittlerweile 50:50 das Kühlregal für Alkoholika. Mittlerweile gibt es eine riesige Palette, darunter auch süße Lychee-Chūhais oder „Sekt“-Chūhais, die mit Traubensaft, Wodka, Kohlensäure und vor allem Zucker den Sekt-Geschmack imitieren.
Dieser Chūhai-Boom hängt teilweise zusammen mit dem Happoshu-Boom, bei dem das durch Steuern in Japan sehr teure Bier durch billigere „Hopfenschaumgetränke“ ersetzt wird, aber auch mit dem Shōchū-Boom (Shōchū verdrängt den Reiswein). Wegen der Verknappung von Shōchū durch die hohe Nachfrage enthalten immer weniger Chūhai echten Shōchū, sondern immer öfter Wodka oder andere Liköre, so dass man eigentlich kaum mehr von Chūhai im engeren Sinne sprechen kann.
Seit 2018 vertreibt auch die Coca Cola Company einen Chūhai in Japan.
In einer Nebenbedeutung bedeutet Chu-Hai im Japanischen auch „(schmatzender) Kuss“ + „high (Droge)“.